# Juan Esteve Galán
Juan Esteve Galán (Alacant, 22 d'agost del 1930 - Barakaldo, 16 d'abril del 2012) va ser un músic i pedagog valencià, director de bandes de música i catedràtic d'harmonia al Conservatori de Música "Juan Crisóstomo de Arriaga" de Bilbao.
Es va formar al Conservatori de València amb els mestres José María Cervera, Antoni Fornet, Enric G. Gomà, Francisco J. León i Manuel Palau. Va ser un alumne destacat i va rebre diversos reconeixements. En els seus primers anys com a director va dirigir la Banda Municipal de Macastre, La Armónica de Sant Antoni i la Banda Primitiva de Llíria. Posteriorment, va dirigir la Banda Municipal de Barakaldo des del 1957 fins al 1995, any en el qual es va jubilar. Des del 1964, a més, va dirigir la Masa Coral del Ensanche, de Bilbao, una coral dedicada a la interpretació d'obres líriques, amb la qual va guanyar diversos concursos nacionals de sarsueles.